# Campeonato de Francia de Rugby 15 1968-69
El Campeonato de Francia de Rugby 15 1968-69 fue la 70.ª edición del Campeonato francés de rugby.
El campeón del torneo fue el equipo de Bègles quienes obtuvieron su primer campeonato.

## Desarrollo

### Segunda Fase
| - Bayonne - Montferrand - Cognac - Lourdes - Lyon OU - Condom - Lavelanet - Aurillac - Agen - Chambéry - Périgueux - Toulon - Gimont - Pau - Valence - Vienne | - Castres - Narbonne - Tulle - Romans - Oyonnax - Lannemezan - Montchanin - Castelsarrasin - La Voulte - Perpignan - Stadoceste - Tyrosse - Angoulême - Foix - Mimizan - Oloron |

| - Dax - Racing - Montauban - Saint-Claude - Vichy - Montlucon - Dijon - Fumel | - Stade Beaumontois - US Bressane - Mont-de-Marsan - Toulouse - Carmaux - Chalon - RRC Nice - Quillan |

| - Bègles - Béziers - Brive - Cahors - Albi - Auch - Gaillac - Saint-Sever | - Biarritz - Graulhet - La Rochelle - Toulouse Olympique EC - Grenoble - Limoges - Mazamet - Saint-Jean-de-Luz |

### Dieciseisavos de final
| Equipo 1           | Equipo 2              | Résultado |
| ------------------ | --------------------- | --------- |
| RC Narbonne        | Castres Olympique     | 20-6      |
| Biarritz olympique | FC Lourdes            | 11-9      |
| CA Bègles          | Stade beaumontois     | 27-6      |
| Cahors rugby       | FC Saint-Claude       | 8-3       |
| US Dax             | Tyrosse RCS           | 9-6       |
| RC Toulon          | CA Périgueux          | 27-8      |
| Stadoceste tarbais | Aviron Bayonnais      | 8-3       |
| Stade Rochelais    | US Cognac             | 9-6       |
| CA Brive           | TOEC                  | 15-8      |
| AS Béziers         | Racing club de France | 6-3       |
| SC Graulhet        | US Montauban          | 11-3      |
| US Romans          | USA Perpignan         | 14-12     |
| SU Agen            | SO Chambéry           | 20-8      |
| Stade Toulousain   | SC Tulle              | 11-9      |
| AS Montferrand     | Stade Montois         | 16-13     |
| La Voulte sportif  | US bressane           | 15-6      |

### Octavos de final
| Equipo 1           | Equipo 2           | Résultado |
| ------------------ | ------------------ | --------- |
| RC Narbonne        | Biarritz olympique | 33-6      |
| CA Bègles          | Cahors rugby       | 28-6      |
| US Dax             | RC Toulon          | 11-9      |
| Stadoceste tarbais | Stade Rochelais    | 8-9       |
| CA Brive           | AS Béziers         | 9-6       |
| SC Graulhet        | US Romans          | 3-6       |
| SU Agen            | Stade Toulousain   | 16-22     |
| AS Montferrand     | La Voulte sportif  | 17-5      |

### Cuartos de final
| Equipo 1           | Equipo 2           | Résultado |
| ------------------ | ------------------ | --------- |
| RC Narbonne        | Biarritz olympique | 33-6      |
| CA Bègles          | Cahors rugby       | 28-6      |
| US Dax             | RC Toulon          | 11-9      |
| Stadoceste tarbais | Stade Rochelais    | 8-9       |
| CA Brive           | AS Béziers         | 9-6       |
| SC Graulhet        | US Romans          | 3-6       |
| SU Agen            | Stade Toulousain   | 16-22     |
| AS Montferrand     | La Voulte sportif  | 17-5      |

### Semifinal
| Equipo 1         | Equipo 2 | Résultado |
| ---------------- | -------- | --------- |
| CA Bègles        | US Dax   | 13-11     |
| Stade Toulousain | CA Brive | 8-5       |

### Final
| 18 de mayo de 1969 | Bègles | 11 - 9  | Toulouse | Estadio Gerland, Lyon |  |
|                    |        | Reporte |          |                       |  |

| Bandera de Francia |
| Campeón Bègles     |
| Primer título      |